# Kanuites lewisae
La kanuite (Kanuites lewisae) è un mammifero carnivoro estinto, appartenente ai viverridi. Visse nel Miocene medio (circa 14 milioni di anni fa) e i suoi resti fossili sono stati ritrovati in Kenya.

## Descrizione
Questo animale doveva essere molto simile alle attuali genette, ma le dimensioni dovevano essere leggermente maggiori (lunghezza circa 90 centimetri). Un cranio in ottimo stato di conservazione, ritrovato nel giacimento di Fort Ternan, indica che questo animale possedeva già un muso piuttosto corto, come le forme attuali. 

## Classificazione
Kanuites è stato classicamente avvicinato al gruppo delle manguste (famiglia Herpestidae), sulla base di alcuni resti frammentari che includevano mandibole in cui erano presenti i denti da latte. La scoperta di un cranio completo di un esemplare adulto, tuttavia, ha permesso agli studiosi di notare somiglianze con la famiglia dei viverridi (Viverridae), tra cui le attuali genette e civette. 

## Paleobiologia
Si suppone che Kanuites, come numerose forme attuali, fosse un piccolo predatore notturno che cacciava solo dopo l'imbrunire piccoli animali invertebrati e vertebrati. 